# 블라디미르 토를로포프

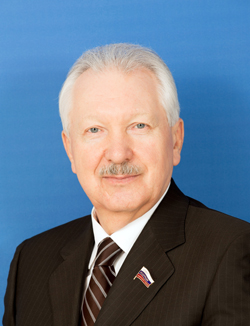

블라디미르 알렉산드로비치 토를로포프(러시아어: Владимир Александрович Торлопов, 1949년 - )는 코미 공화국의 대통령이다. 식팁카르 출신으로 2001년 12월에 40%의 득표를 받아 대통령에 당선되었다.